# Riña en un café
Riña en un café é considerado o primeiro filme espanhol com um enredo, foi dirigido por Fructuós Gelaber. É um filme de curta-metragem, mudo e a preto e branco, com uma duração total de aproximadamente um minuto.